# Cycas silvestris
Cycas silvestris — вид голонасінних рослин класу саговникоподібні (Cycadopsida).
Етимологія: від латинського silvestris, «з лісу», з посиланням на закрите лісове середовище проживання.

## Опис
Стебла деревовиді, 3(4) м заввишки, 10–15 см діаметром у вузькому місці. Листки яскраво-зелені або темно-зелені, дуже блискучі, довжиною 100–200 см. Пилкові шишки вузько яйцевиді, помаранчево-коричневим, довжиною 11–22 см, 5–7 см діаметром. Мегаспорофіли 25–38 см завдовжки, коричнево-повстяні. Насіння плоске, яйцевиде, 30–35 мм завдовжки, 25–30 мм завширшки; саркотеста помаранчево-коричнева, товщиною 1,5–2 мм.

## Поширення, екологія
Країни поширення: Австралія (Квінсленд). Росте на білих кременистих пісках зі старими пляжними дюнами, вид, здається, ендемічний для цього субстрату. Росте в сухих рідколіссях.

## Загрози та охорона
Загрози цьому виду невідомі.